# Incensario (Tiwanaku-Keramik)

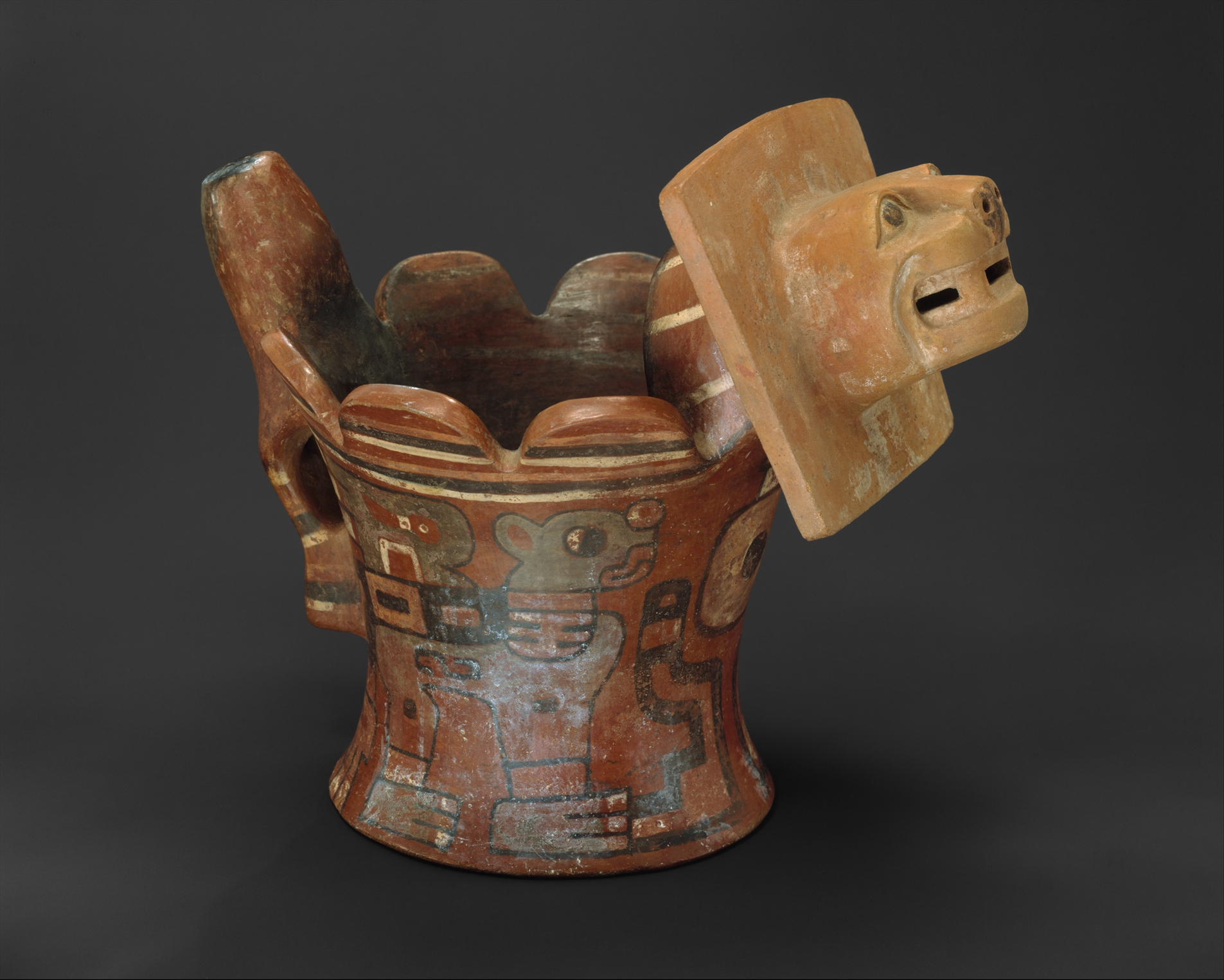
Incensario mit offenem Mund einer Raubkatze, aus dem Rauch austreten konnte (Metropolitan Museum of Art)

Als Incensarios (spanisch für „Räuchergefäß“) werden Räuchergefäße des Tiwanaku-Staats (etwa 300 v. Chr. – 1100 n. Chr.) bezeichnet. Teilweise wurden auch schon von der Pukara-Kultur Incensarios verwendet. Sie sind neben Qirus (Keros) eine wichtige Kategorie der Tiwanaku-Keramik. Häufig haben Icensarios Lama- oder Raubkatzengestalt. In einigen Fällen wurden Incensarios in Raubkatzenform derart gestaltet, dass der Rauch aus dem offenen Mund der Raubkatze austreten konnte. Man nimmt an, dass die Gefäße für Zeremonien verwendet wurden.

## Merkmale
Incensarios sind konkave Gefäße, an denen modellierte Elemente angebracht sind, meist ein Tierkopf und ein Schwanz auf der gegenüberliegenden Seite. In manchen Fällen sticht der Kopf seitlich hervor. Die Tierköpfe sind Köpfe von Pumas, Tieflandkatzen, Adlern oder Kondoren. In einer Incensario-Variation ist der Körper umfangreicher modelliert und der Gefäßkörper ist, statt der konkaven Gefäßform, der Körper des Tieres. Das Innere dieser speziellen Gefäße ist oft geschwärzt und rußig, was zur Schlussfolgerung führte, dass es sich in präkolumbischen Zeiten um Räuchergefäße handelte.
Alle bekannten Exemplare sind Irdengut, an den Seiten sind sie aufwendig bemalt. Insbesondere in Katzengestalt zählten sie zu den beliebtesten Opfergaben der Tiwanaku-Kultur und fanden auch bei Begräbnisritualen Gebrauch.

Incensario-Variationen
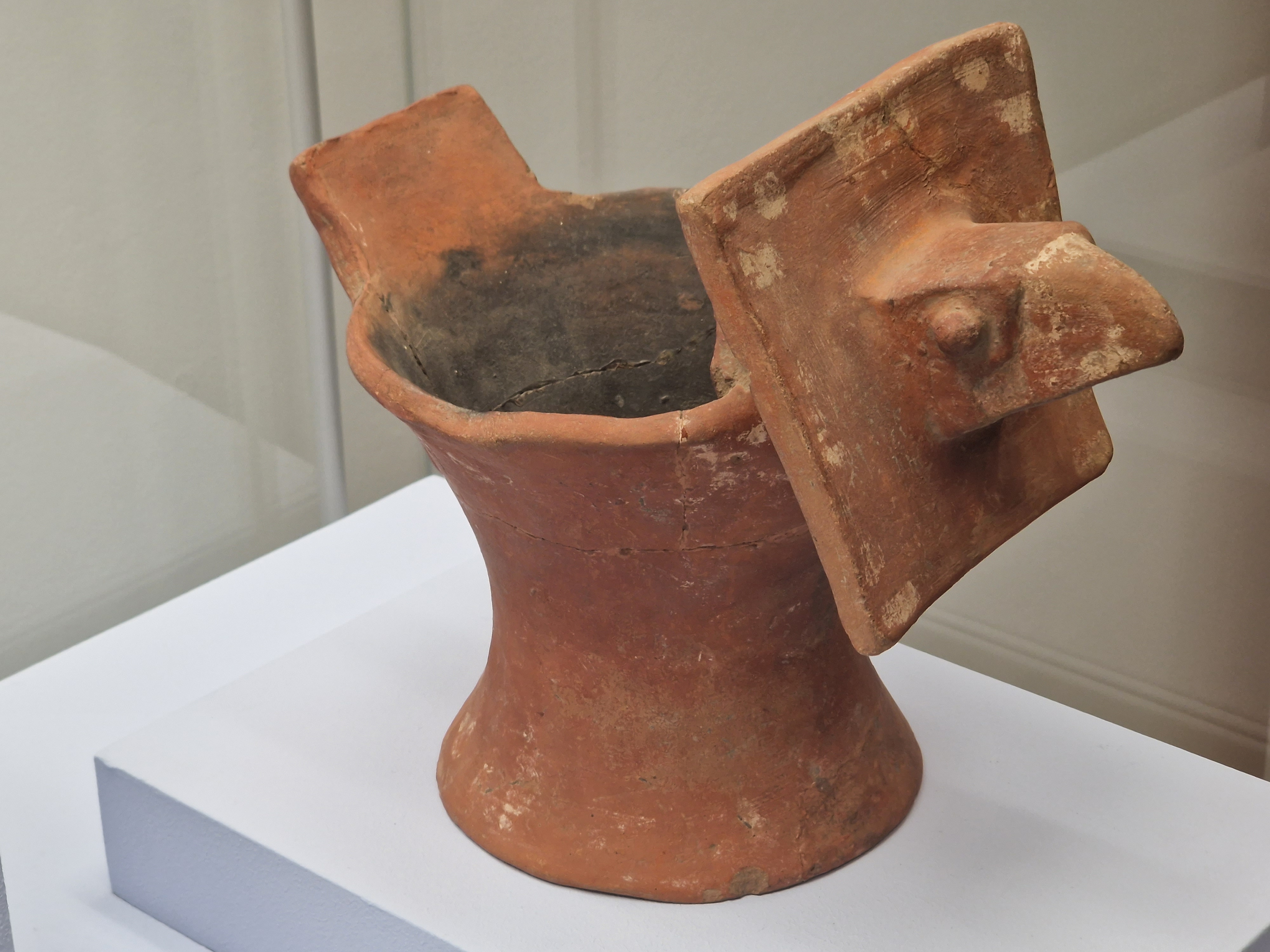
Incensario in Vogelgestalt im Roemer- und Pelizaeus-Museum Hildesheim; das Innere ist stark geschwärzt, was einen Hinweis auf die Verwendung als Räuchergefäß gibt
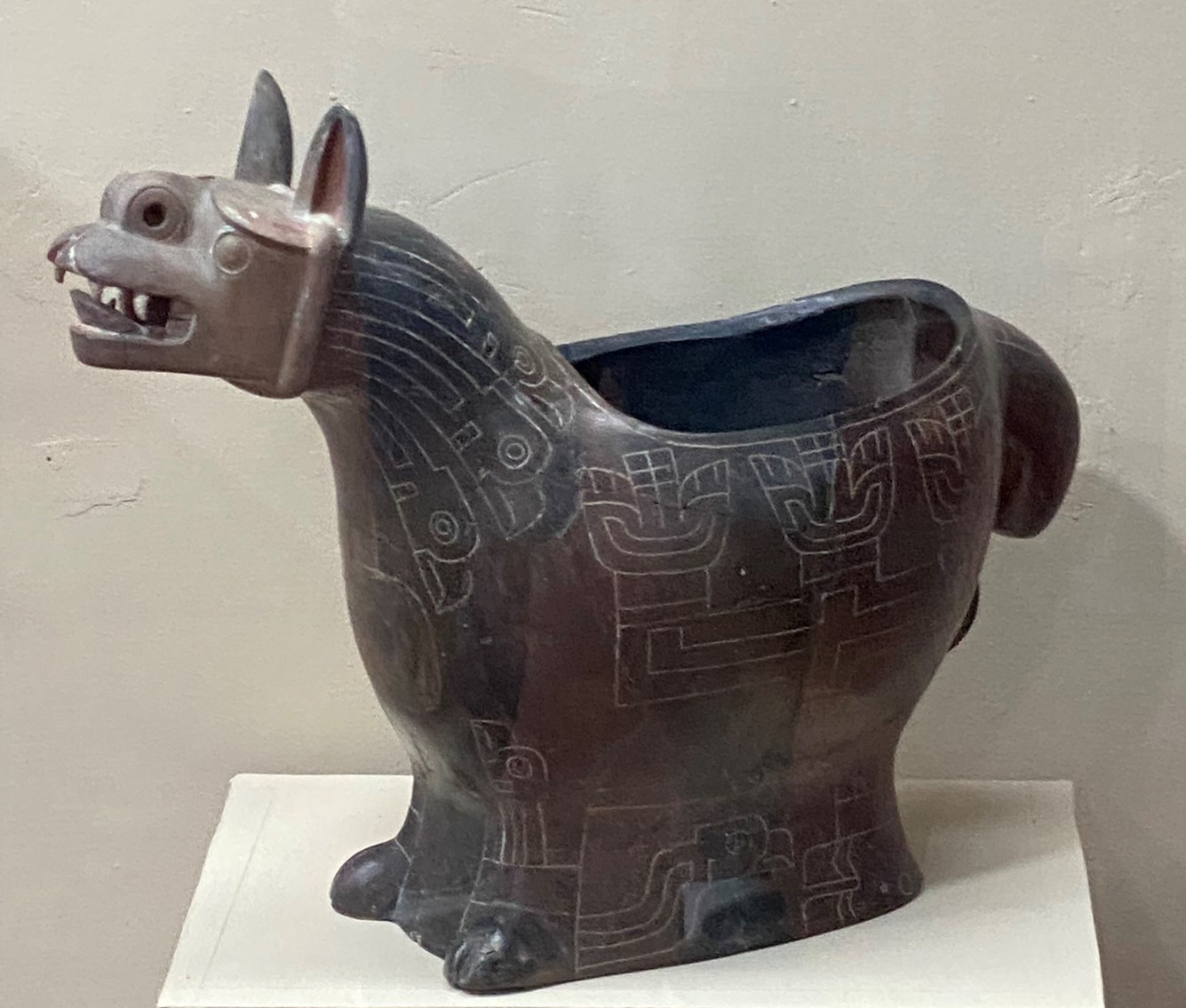
Mit A. colubrina-Symbolen verziertes Incensario in Lamagestalt (Museo costumbrista Juan de Vargas); bei dieser speziellen Incensario-Variation ist der Gefäßkörper statt der konkaven Gefäßform der Körper des Tieres selbst

## Incensario-Funde als Hinweise auf eine Tiwanaku-Besiedlung

### Koati-Insel
Incensario-Funde sind häufig ein Hinweis darauf, dass unter Inka-Stätten schon eine Tiwanaku-Besiedlung stattgefunden hat. Beispielsweise wurde bei Iñak Uyu (eine auf der Koati-Insel gelegene Inka-Stätte) eine beträchtliche Anzahl rituell bedeutsamer Objekte aus der Tiwanaku-Zeit (neben fein gefertigte Qirus, Gold- und Silbergegenständen unter anderem auch Incensarios) geborgen. Die Funde stellen laut den Anthropologen Charles Stanish und Brian Bauer „stichhaltige Beweise“ für eine bedeutende Tiwanaku-Besiedlung unterhalb des Inka-Komplexes dar. Dies stütze die These, dass vor den Inka auf der Koati- und Titicaca-Insel ein Pilgerkomplex durch den Tiwanaku-Staat errichtet wurde.

### Khoa-Riff-Opfergaben
2013 wurden beim sogenannten Khoa-Riff nahe der Titicaca-Insel im Rahmen von unterwasserärchäologischen Untersuchungen neben Gold- und anderen Objekten mehr als 1000 Keramikfragmente gefunden, die zusammen mit Fragmenten aus früheren Expeditionen insgesamt zu etwa 37 Incensarios in Raubkatzenform gehören. Dies macht das Khoa-Riff zum Ort mit der höchsten Konzentration dieser Gefäße im gesamten Titicaca-Becken. Ein Teil des Khoa-Riffs habe damals über der Wasseroberfläche gelegen. Da das Khoa-Riff nahe am geografischen Mittelpunkt des Sees liege, hätten die Tiwanakaner diesen Ort für Rituale benutzt. Die Menge an Opfergaben zeuge davon, dass das Riff damals im „Zentrum der Glaubenswelt“ gestanden habe. Rituale und Religion, wie die zeremonielle Gabe der Gegenstände, hätte eine entscheidende Rolle bei Festigung des Tiwanaku-Staats gespielt.

## Galerie

Tiwanaku-Incensarios
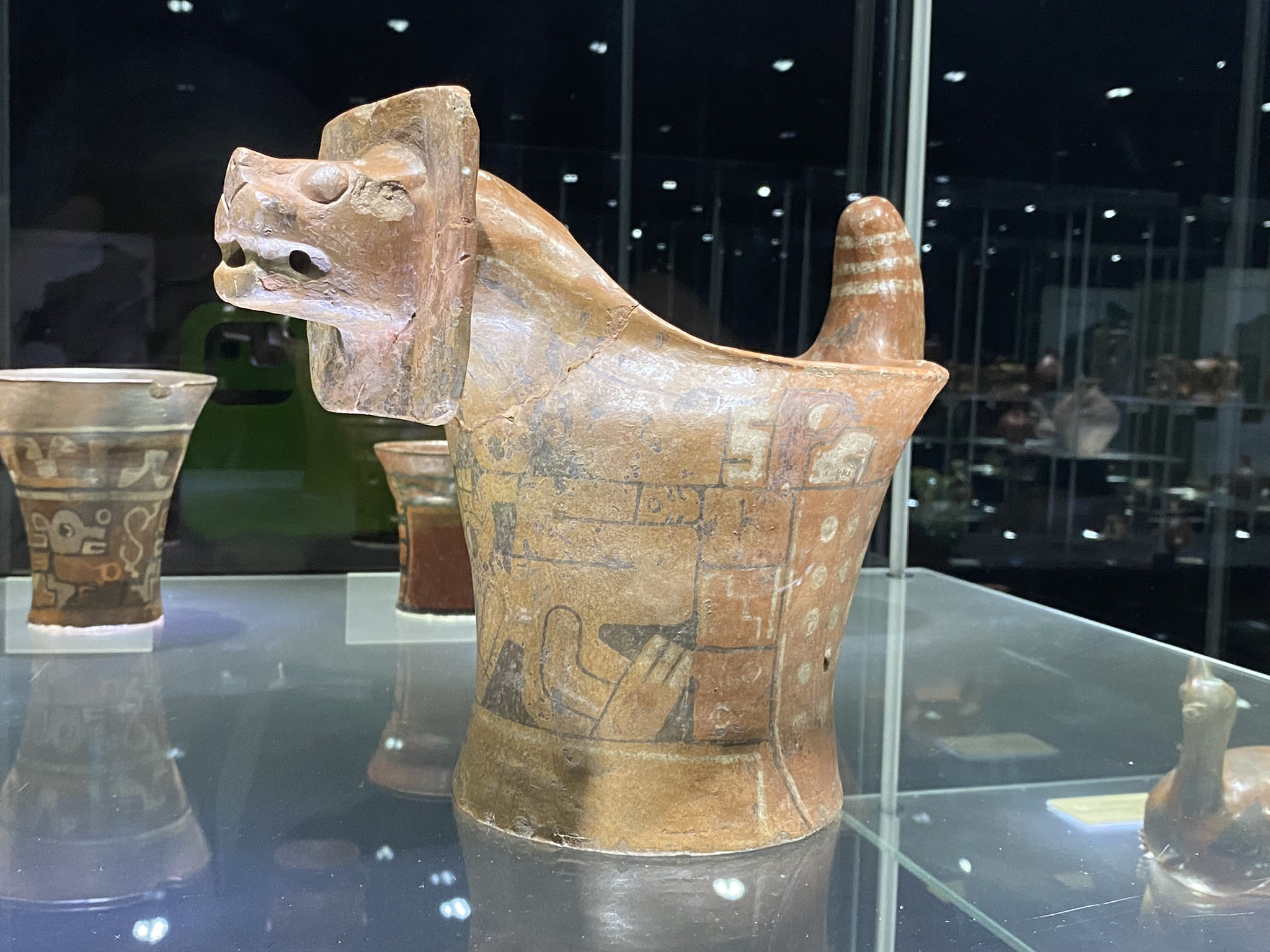
Museo Nacional de Etnografía y Folklore, La Paz
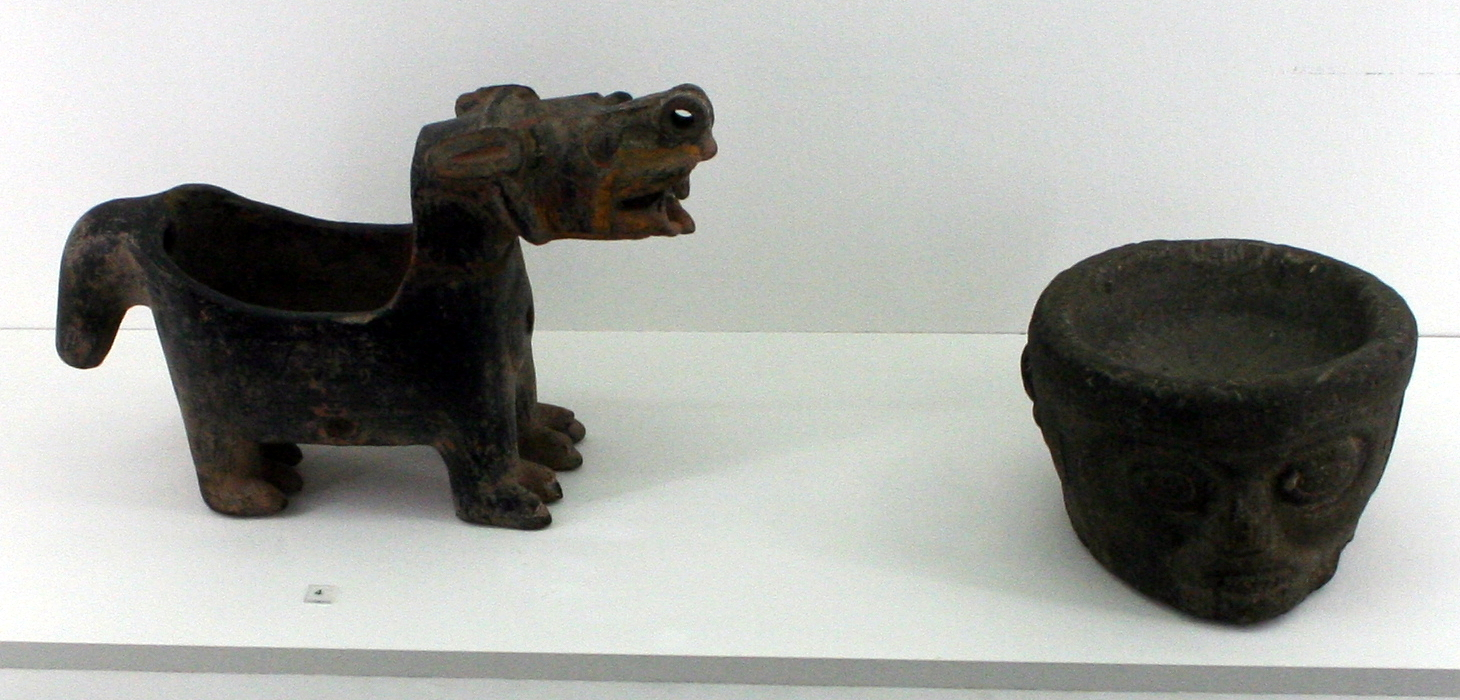
Links: Incensario (Ethnologisches Museum Berlin)
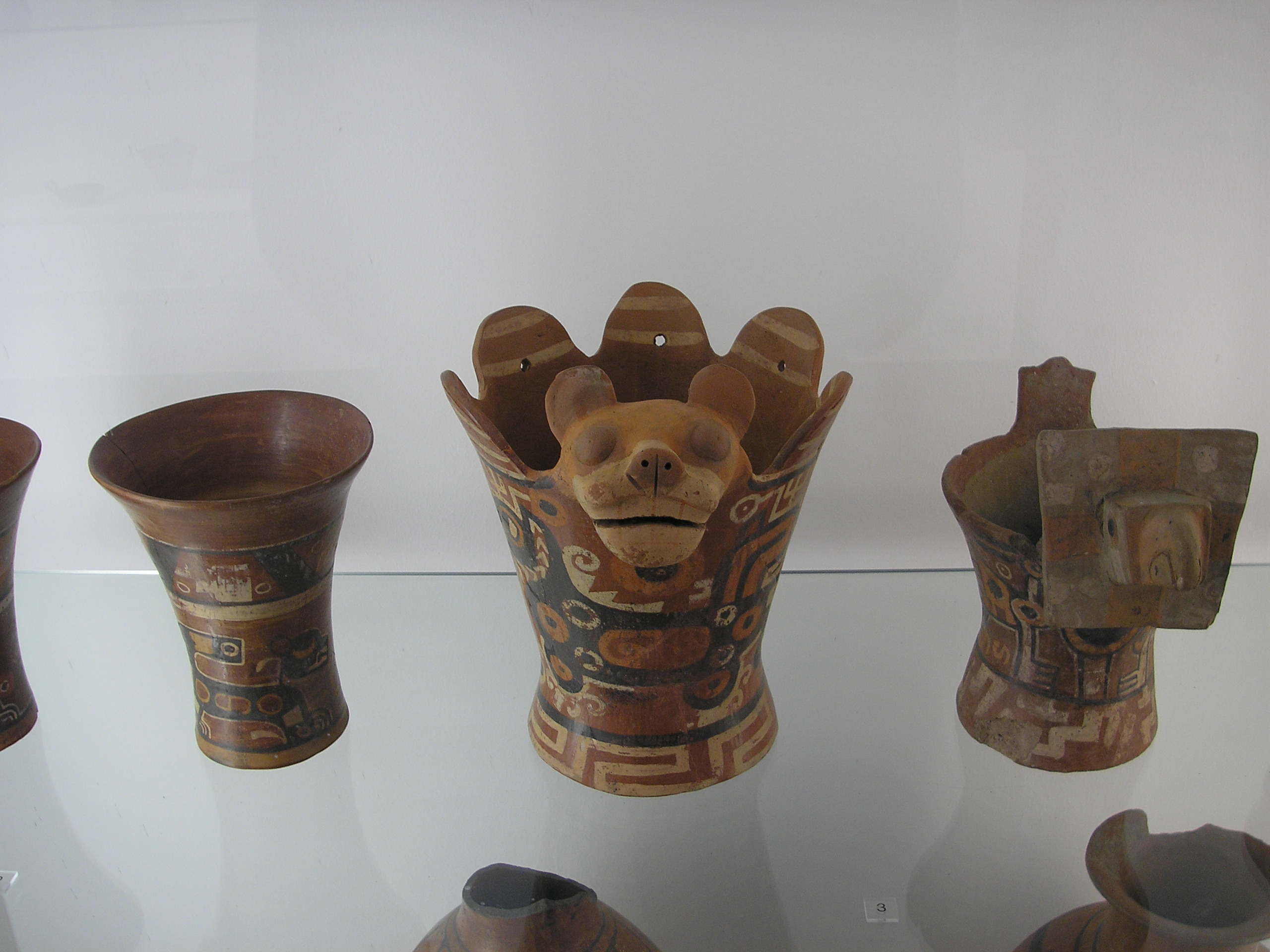
Ethnologisches Museum (Berlin)